# Борец, Александр Николаевич

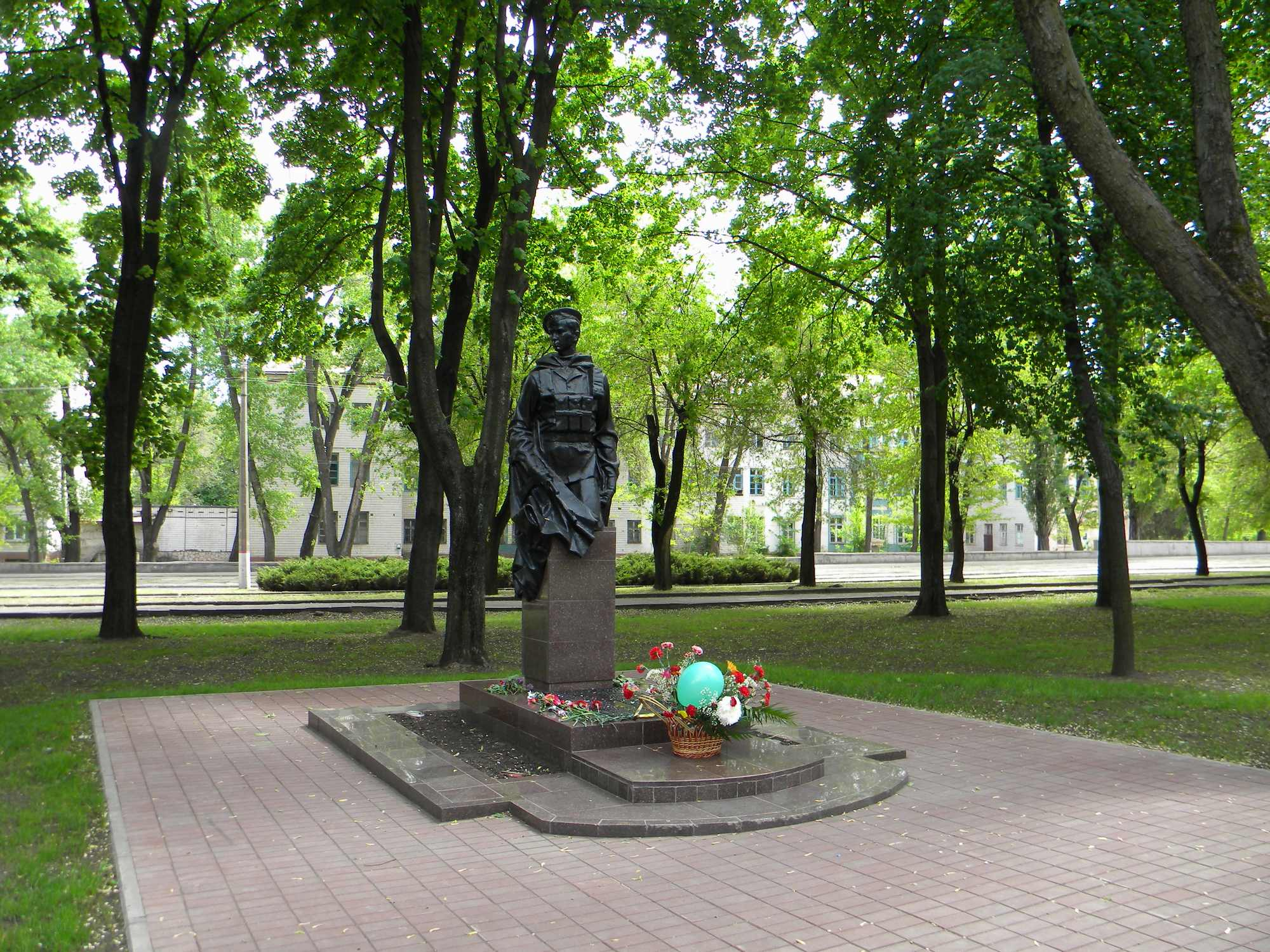
Имя на памятнике воинам-интернационалистам на Дзержинке (Кривой Рог)

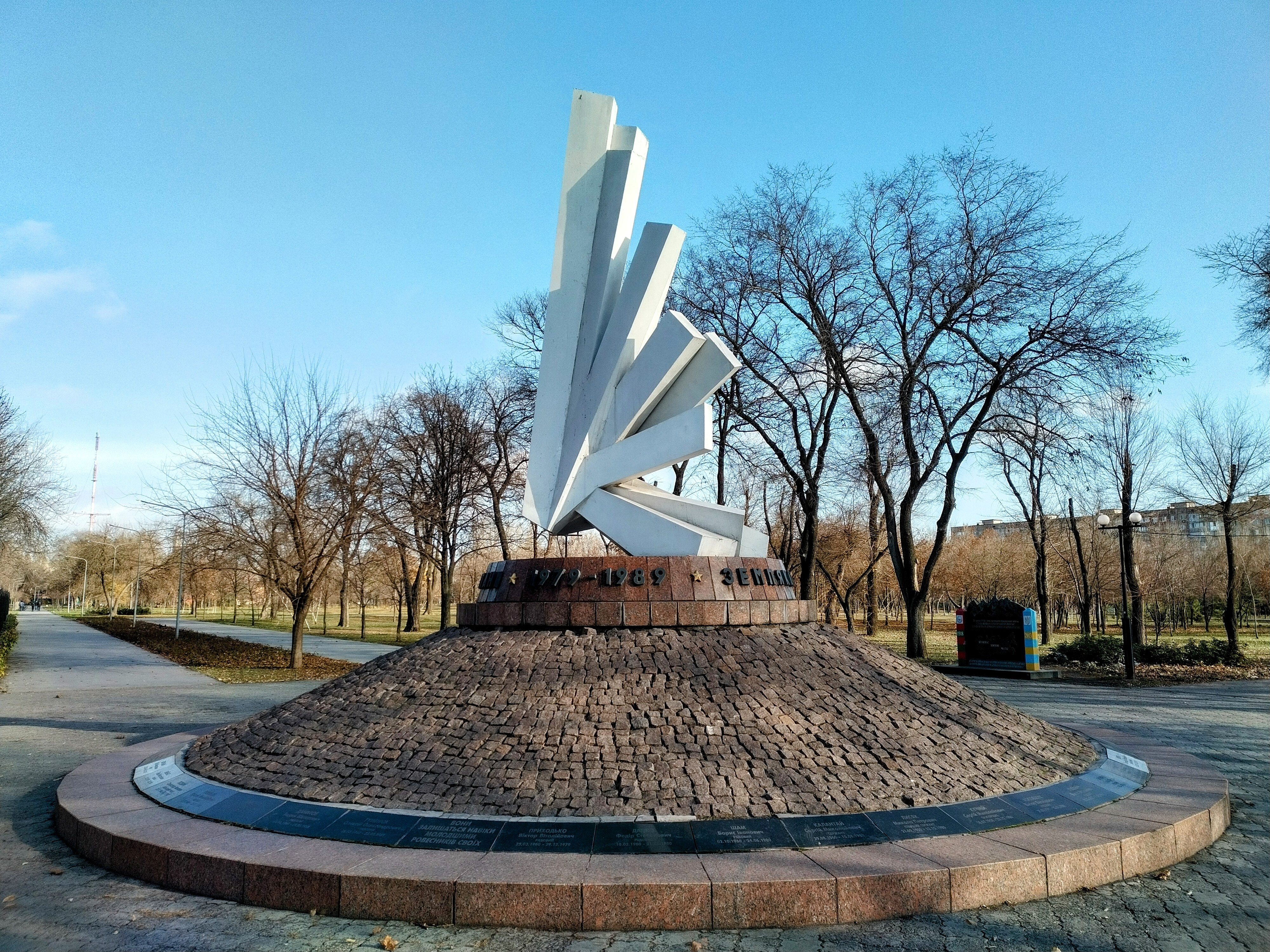
Имя на памятнике воинам-интернационалистам в Юбилейном парке (Кривой Рог)

Борец Александр Николаевич (12 марта 1964, Кривой Рог, Днепропетровская область — 11 апреля 1984, Афганистан) — советский военнослужащий, сержант, командир отделения отряда спецназа, участник Афганской войны.

## Биография
Родился 12 марта 1964 года в городе Кривой Рог Днепропетровской области УССР в рабочей семье.
В 1981 году окончил среднюю школу № 70 в Кривом Роге, работал слесарем на центральной компрессорной станции рудоуправления имени Ф. Э. Дзержинского.
2 апреля 1982 года призван в Вооружённые силы СССР Дзержинским районным военным комиссариатом Кривого Рога. В августе 1982 года в звании сержанта направлен в состав ограниченного контингента советских войск в Афганистане, служил сержант, командир отделения отряда спецназа 154-го ООСПн (в/ч пп 35651). Неоднократно участвовал в боевых операциях.
7 апреля 1984 года в составе своего подразделения выполнял задачу по прикрытию с фланга разведывательного отряда, подразделение приняло на себя удар превосходящего противника. В этом бою получил тяжёлое ранение.
11 апреля 1984 года умер от полученных ранений.
Похоронен в Кривом Роге на Центральном кладбище (сектор 22, ряд 20, могила 7).

## Награды
- Орден Красной Звезды (посмертно)[1][2].

## Память
- Имя на памятнике воинам-интернационалистам Днепропетровщины, погибшим в Афганистане (Днепр)[4];
- Имя на памятнике воинам-интернационалистам на Дзержинке (Кривой Рог);
- Имя на памятнике воинам-интернационалистам в Юбилейном парке (Кривой Рог).